# Batalha do Porto de Cartago
A Batalha do Porto de Cartago foi uma batalha naval da Terceira Guerra Púnica travada em 147 a.C. entre cartagineses e a República Romana.

## Batalha
No verão de 147 a.C., durante o cerco de Cartago, a frota romana, comandada por Lúcio Hostílio Mancino, manteve um bloqueio da cidade por mar e seus navios foram reforçados no mesmo ano pelas forças de Cipião Emiliano. Os cartagineses conseguiram encontrar uma forma de fugir para o mar, furando o bloqueio o romano, e conseguiram posicionar sua frota, de 50 trirremes reforçados por navios menores, para enfrentar os romanos. As duas forças se encontraram em frente ao porto de Cartago e os cartagineses conseguiram repelir o ataque inicial dos romanos, infligindo-lhes pesadas perdas. Conforme a batalha avançou, os cartagineses decidiram retornar para a segurança de seu porto, cuja entrada foi bloqueada pelos navios menores da frota cartaginesa. Os navios romanos foram forçados a contornar o bloqueio passando por águas rasas e conseguiram afundar muitos navios menores, mas, ao amanhecer, a maioria conseguiu voltar em segurança para o porto.
Seja como for, esta pequena vitória da marinha cartaginesa não foi suficiente para romper definitivamente o bloqueio da marinha romana e nem levantar o cerco de Cartago, que já durava três anos.